# Rapito
Rapito es una película italiana de 2023 dirigida por Marco Bellocchio.
La película fue seleccionada para competir en la 76° edición del Festival de Cannes, donde competirá en la sección oficial por la Palma de Oro.

## Sinopsis
La película está inspirada en la historia real de Edgardo Mortara, un joven judío, separado por la fuerza de su familia boloñesa, en 1858, para ser educado como cristiano.

## Premios y nominaciones
| Premio/Festival de Cine | Fecha del evento             | Categoría                        | Nominado | Resultado | Ref.  |
| ----------------------- | ---------------------------- | -------------------------------- | -------- | --------- | ----- |
| Festival de Cannes      | del 16 al 27 de mayo de 2023 | Palma de Oro a la Mejor película | Rapito   | Pendiente | [ 2 ] |